# Mleczaj sutkowaty

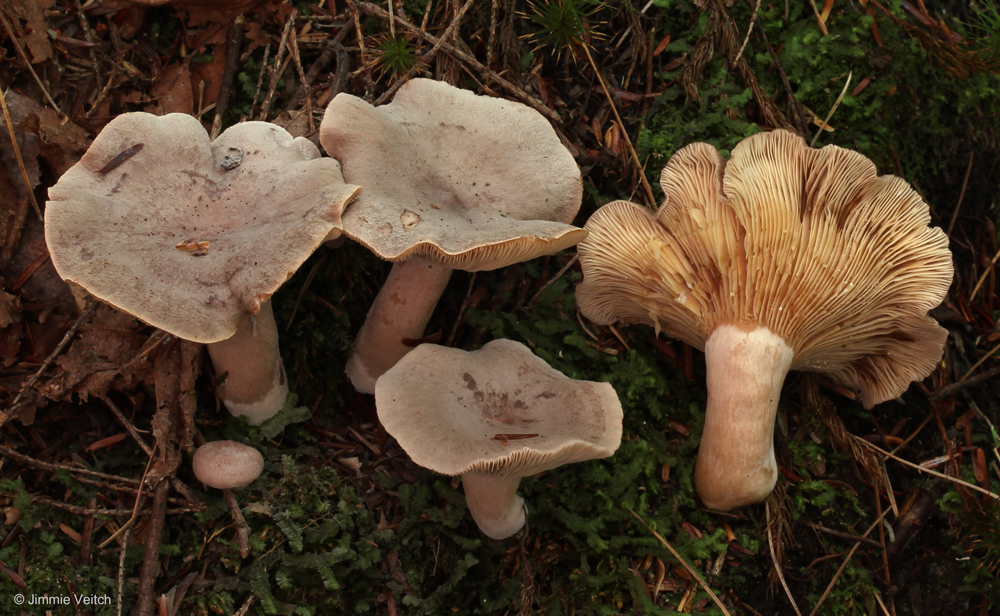

Mleczaj sutkowaty (Lactarius mammosus Fr.) – gatunek grzybów należący do rodziny gołąbkowatych (Russulaceae).

## Systematyka i nazewnictwo
Pozycja w klasyfikacji według Index Fungorum: Lactarius, Russulaceae, Russulales, Incertae sedis, Agaricomycetes, Agaricomycotina, Basidiomycota, Fungi.
{Po raz pierwszy opisał go Elias Fries w 1838 r. i nadana przez niego nazwa jest ważna i aktualna. Synonimy:
- Lactarius confusus S. Lundell 1939
- Lactarius fuscus Rolland 1899
- Lactarius mammosus var. mammosus Fr. 1838
- Lactifluus mammosus (Fr.) Kuntze 1891

Nazwę polską podała Alina Skirgiełło w 1998 r. W polskim piśmiennictwie mykologicznym gatunek ten opisywany był też jako mleczaj bury.

## Morfologia
Kapelusz
Średnicy 3–8 cm, barwy ciemnobrązowej, z lekko szarawym lub czerwonawym odcieniem, niekiedy delikatnie, koncentrycznie strefowany, czasami z małym garbkiem w centrum. Pokryty suchą, matową lub filcowatą skórką.
Hymenofor
Blaszkowy, blaszki początkowo barwy żółtawej, po dojrzeniu ochrowe.
Trzon
Wysokość 4–10 cm, grubość 0,5–1,5 cm, początkowo pełny, potem pusty. Powierzchnia białawoszara, oszroniona.
Miąższ
Zbudowany jest z kulistawych komórek powodujących jego specyficzną kruchość i nieregularny przełam. Ma słabą woń przypominającą miąższ orzecha kokos właściwego (Cocos nucifera). Wydziela ostre, białawe, nie przebarwiające się mleczko.
Wysyp zarodników
Jasny.
Cechy mikroskopowe
Zarodniki 7–8,5 × 6–7 μm, od krótko elipsoidalnych do niemal kulistych, bez pory rostkowej, o brodawkowato-usiatkowanej powierzchni. Cystydy wrzecionowate, 60–80 × 5–10(–15) μm.
Gatunki podobne
Wśród grzybów o morfologicznie zbliżonych owocnikach wymienia się następujące gatunki:
- mleczaj szaroplamisty (Lactarius vietus). Odróżnia się pokrojem, barwą, nieco dłuższymi zarodnikami mniej wyraźnym ich urzeźbieniem[5]
- mleczaj kokosowy (Lactarius glyciosmus)[4].

## Występowanie i siedlisko
Występuje w Ameryce Północnej, Europie i azjatyckich obszarach Rosji. W Polsce jest rzadki, W 2003 r. Władysław Wojewoda przytoczył 6 stanowisk, w późniejszych latach podano następne. Najbardziej aktualne stanowiska podaje internetowy atlas grzybów. Znajduje się w nim na liście gatunków zagrożonych i wartych objęcia ochroną.
Naziemny grzyb mykoryzowy. Rośnie w lasach iglastych, przeważnie w obecności świerków i sosen. Wytwarza owocniki (w Europie) od sierpnia do października.